# Praia da Joaquina
Vista da praia

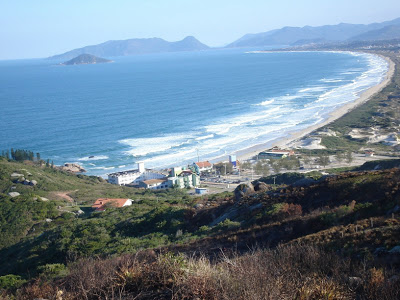
Vista da extensão da praia.

Praia da Joaquina é uma praia oceânica da cidade brasileira de Florianópolis, ao leste da ilha de Santa Catarina, ao sul do Brasil. O ponto procurado por surfistas, já foi sede de alguns campeonatos mundiais de surfe.
A denominação da praia é recente, aparecendo pela primeira vez em mapas a partir de 1975. Até então, era chamada de Praia do Campeche. A Praia da Joaquina pertence ao Distrito da Lagoa da Conceição e dista quinze km do Centro da Cidade de Florianópolis na direção nordeste. Possui três mil metros de extensão e sua largura varia de oito a setenta metros, tendo seus limites entre a Ponta do Retiro e Praia do Campeche.
Ao redor de toda a praia está localizado o Parque Natural Municipal das Dunas da Lagoa da Conceição, uma importante área protegida da cidade.

## Atrativos e uso público
Joaquina é um dos lugares mais procurados por surfistas e esportistas em geral, devido à qualidade das ondas. Todos os dias há partidas de futebol na areia, futvôlei, corredores, etc. Além de contar com boa estrutura para banhistas, com sanitários, chuveiros, posto policial, salva-vidas, iluminação noturna, etc.
Próxima à Praia da Joaquina, se localizam as famosas Dunas da Joaquina, onde é possível praticar o "surfe sobre as dunas" ou sandboard, uma variação do surfe tradicional e que acontece sobre as grandes e belas dunas que contornam a praia. 

## História
A Praia da Joaquina, ou Joaca, foi "descoberta" por surfistas, primeiro os brasileiros e depois os estrangeiros, a partir da década de 1970.
Conta-se que o nome teria sido dado em homenagem a Dona Joaquina, moradora das praias do leste da ilha de Santa Catarina, que ensinava as outras mulheres do local a fabricar utensílio domésticos de linhas entrelaçadas, além de alimentar os pescadores que compareciam à sua casa.
Segundo a lenda, ela teria sido tragada pelas ondas do mar da região.
Dizem que aproximadamente em 1850 ela realizava seus trabalhos nas pedras do costão daquela praia deserta e sem nome. Um dia distraída pela magia do lugar não percebeu o tempo passar e nem a maré subir. Ela foi levada pelo mar junto com suas rendas, que a possibilitaram flutuar até sumir.
Esta história é contada pelas rendeiras da região e por um seu descendente, entretanto sem prova documental, que o nome derive de Joaquina Rosa de Oliveira Costa, filha dos 2os. Barões da Laguna, Jesuíno de Lamego Costa e Leonor Auta de Oliveira. O Barão era senador por Santa Catarina no império, e a família tinha terras na área. Joaquina Rosa casou-se com Antonio Gomes de Mattos Jr., falecido em 1893, considerado o patrono da indústria naval brasileira.
Nesta praia também é possível visualizar grande quantidade de oficinas líticas de indígenas que habitaram a região. Algumas sinalizações são em área de difícil acesso e outras já estão extintas, porém bacias de polimento e afiadores em rochas de granito e basalto são de fácil visualização na orla esquerda da Praia e era o local onde os indígenas faziam suas ferramentas.